# The Cool World
The Cool World è un film del 1963 diretto da Shirley Clarke.